# Alletiders Julemand
Alletiders Julemand (fulde titel Pyrus Alletiders Julemand) er en dansk julekalender fra 1997, som er skrevet og instrueret af Martin Miehe-Renard og produceret af Adaptor Frontier Media A/S for TV 2. Julekalenderen blev sendt første gang i december 1997 og er genudsendt i 2007, 2014 og 2018. Serien består af 24 afsnit a 25 minutters varighed, og medvirkende i serien er Jan Linnebjerg, Paul Hüttel, Christiane Bjørg Nielsen, Jesper Klein, Jeanne Boel, Henrik H. Lund og Søren Østergaard.
I forbindelse med serien blev computerspillet Pyrus alle tiders Familiespil også udsendt.
Alletiders Julemand er den tredje i Pyrus-serien, og efterfulgte julekalenderne Alletiders jul (1994) og Alletiders nisse (1995), og blev efterfulgt af julekalenderen Alletiders Eventyr (2000).
En planlagt genudsendelse på TV 2 i 2022 blev droppet til fordel for Alletiders Eventyr, angiveligt grundet visse stødende scener og ditto skildring af andre kulturer.

## Handling
Pyrus (Jan Linnebjerg) er en ung julenisse, der sammen med nissepigen Kandis (Christiane Bjørg Nielsen) og den gamle arkivnisse von Gyldengrød (Paul Hüttel), bor på Danmarks Rigsarkiv, hvor Birger Bertramsen (Jesper Klein) i menneskenes verden er rigsarkivar og sammen med sin sekretær, som samtidig er hans datter, Josefine Brahe (Jeanne Boel).
Pyrus beklager sig over, at han ikke kan få gaver til jul, da Julemanden ikke må give nisser gaver, så Pyrus prøver at trylle ham frem ved hjælp af en magisk bog, for at snakke med ham, men desværre er Julemanden allerede i Rigsarkivet, så han mister hukommelsen. For nisserne gælder det derfor om at hjælpe ham, med at genvinde den ved at besøge en masse episoder i verdenshistorien. De møder blandt andet Sankt Nicolaus (forgængeren til Julemanden), La Befana (en heks der kommer med gaver i Italien) og Santa Claus (den amerikanske julemand).

## Medvirkende
- Jan Linnebjerg – Pyrus
- Christiane Bjørg Nielsen – Kandis
- Paul Hüttel – Gyldengrød
- Jesper Klein – Bertramsen
- Jeanne Boel – Josefine
- Henrik H. Lund – Julemanden
- Søren Østergaard – Krusø
- Preben Vridstoft – Departementschef
- John Lambreth – Julemand Frederiksen
- Finn Storgaard – Adelsmand
- Ole Duurloo Carstensen – Biskop
- Tina Lisbjerg, Susanne Søbye og Julie Klitgaard – Døtre
- Claus Bue – Drak
- Torben Zeller – Mand fra Bari
- Niels Stenz & Søren Hartvig – Sømænd
- Nis Bank-Mikkelsen – Hertugen
- Søren Poulsen – Bud
- Claus Hjort – Den Store Bastian
- Niels Anthonsen – Sort danser
- Thomas Olesen – Ludvig
- Kristoffer Hougaard – Morten
- Henrik Boensvang – Jeppe
- Simon Stenspil – Ludwig
- Jarl Forsman – Boghandler Wolf
- Thorkil Lodahl – Skolebestyrer
- Flemming Pedersen, Preben Burla Madsen og Niels Hemmingsen – Lærere
- Mathias Klenske – Børnebisp
- Alexander R. Jørgensen, Niclas Mortensen, Jonas Pedersen, Sune Larsen, Anders Søgaard og Lasse Søgaard – Drenge
- Flemming Jensen – Knecht Ruprect (afsnit 10)
- Bodil Stenstrup – Mor
- Amalie Nybroe, Karen Stenz Lundqvist og Malthe Miehe-Renard – Børn
- Gyda Hansen – Fru Kristoffersen
- Anne Marie Pock-Steen – La Befana
- Henrik Jandorf – Balthazar
- Hans Viuf – Kasper
- Dennis Knudsen – Melchior
- Nicky Smith, Dennis Larsen og Uffe Tolderlund – Brandmænd
- Carl Emil Amundsen – Christian den fjerde
- Laila – Laila
- Ulver Skuli Abildgaard – Prædikant
- Søren Poulsen – Julebisp
- Marc Balle Hansen – Dudu / Piet
- Kjeld Nørgaard – Sinter Klaas
- Erik Lundqvist – Santa Claus
- Ian Burns – Mess
- Paul Hagen – Postbud
- Finn Rye Petersen – Bager
- Elin Reimer – Bedstemor
- Jens Sætter-Lassen & Sophie Balling Gad – Børn
- Erik Bremer – Den Gamle Jul
- Lars Lohmann – Carl Dauw
- Bodil Stenstrup – Sur Dame
- August Dyrberg, Caroline Stenderup Garre, Oliver Miehe-Renard og Puk A. Lodahl Eisenhardt – Børn
- Robert Ebsen – Garder

## Produktion
Alletiders Julemand blev i 1997 optaget i TV1 Productions studier i Taastrup ved København, .

## Alletiders Juleudstilling
På Bundsbæk Mølle ved Skjern blev der i 2017, 2018 og 2019 lavet en udstilling om Pyrus, som bestod af originale kostumer og genstande fra Alletiders Jul, Alletiders Nisse og Alletiders Julemand.